# Клейтон (Індіана)
Клейтон (англ. Clayton) — місто (англ. town) в США, в окрузі Гендрікс штату Індіана. Населення — 908 осіб (2020).

## Географія
Клейтон розташований за координатами 39°41′18″ пн. ш. 86°31′23″ зх. д. / 39.68833° пн. ш. 86.52306° зх. д. (39.688321, -86.523134).  За даними Бюро перепису населення США в 2010 році місто мало площу 1,98 км², уся площа — суходіл.

## Демографія
Згідно з переписом 2010 року, у місті мешкали 972 особи в 358 домогосподарствах у складі 255 родин. Густота населення становила 492 особи/км².  Було 383 помешкання (194/км²).
Расовий склад населення:
| - 98,7 % — білих - 0,3 % — чорних або афроамериканців - 0,1 % — корінних американців |

До двох чи більше рас належало 0,8 %. Частка іспаномовних становила 0,9 % від усіх жителів.
За віковим діапазоном населення розподілялося таким чином: 29,0 % — особи молодші 18 років, 60,6 % — особи у віці 18—64 років, 10,4 % — особи у віці 65 років та старші. Медіана віку мешканця становила 34,3 року. На 100 осіб жіночої статі у місті припадало 105,9 чоловіків;  на 100 жінок у віці від 18 років та старших — 104,1 чоловіків також старших 18 років.
Середній дохід на одне домашнє господарство  становив 60 712 долари США (медіана — 50 764), а середній дохід на одну сім'ю — 67 161 долар (медіана — 62 188). Медіана доходів становила 49 231 долар для чоловіків та 34 205 доларів для жінок. За межею бідності перебувало 4,7 % осіб, у тому числі 5,4 % дітей у віці до 18 років та 2,0 % осіб у віці 65 років та старших.
Цивільне працевлаштоване населення становило 510 осіб. Основні галузі зайнятості: освіта, охорона здоров'я та соціальна допомога — 16,5 %, роздрібна торгівля — 14,5 %, науковці, спеціалісти, менеджери — 13,1 %, виробництво — 12,5 %.